# Antonio Raffaello Doria
Antonio Raffaello Doria o D'Oria (Crotone, 11 giugno 1766 – Napoli, 7 dicembre 1799) è stato un militare italiano, ufficiale della Real Marina del Regno delle Due Sicilie e ministro della Marina del governo della Repubblica Napoletana.

## Biografia
Nato a Crotone da Giovanni Stefano D'Oria e Maria Giuseppa Germano Doretti e discendente in linea retta da Lamba D'Oria, compì i suoi studi a Napoli venendo avviato alla carriera militare presso la scuola militare "Nunziatella", raggiungendo il grado di tenente di vascello.
Nel 1799 fece parte del governo della Repubblica Napoletana assieme all'amico Pasquale Baffi, diventando ministro della Marina. Alla caduta della Repubblica il D'Oria venne arrestato e condotto in carcere. A nulla valse l'intervento del cognato Carlo Francesco Pescara di Diano: il D'Oria venne giustiziato a Napoli il 7 dicembre 1799.
Pochi anni prima aveva sposato a Napoli la nobildonna napoletana Maria Anna Pescara di Diano dei Marchesi di Castelluccio, da cui ebbe quattro figli: Giovanni Stefano, Orazio, Andrea, e Giuseppina.